# Алонсо, Лисандро
Лисандро Алонсо (исп. Lisandro Alonso, 2 июня 1975, Буэнос-Айрес) – аргентинский кинорежиссёр, сценарист, продюсер, представитель независимого кино.

## Биография
Учился в буэнос-айресском Университете кинематографии. В 1995 снял первую короткометражную ленту. Несколько лет работал ассистентом режиссёра в игровом кино. Первый полнометражный фильм Алонсо появился в 2001 и сразу привлек внимание критики.
Ретроспективные показы фильмов режиссёра проходили в США и Канаде.

## Творчество
Медитативные, во многом автобиографические фильмы Лисандро Алонсо опираются на документальное киносвидетельство, объединяются мотивом одинокого странствия в поисках идентичности. Чаще всего он работает с непрофессиональными исполнителями.

## Фильмография
- 2001: Свобода/ La libertad (две премии на Роттердамском МКФ, премия ФИПРЕССИ на South Festival в Осло)
- 2004: Мертвые/ Los muertos (премия критики на Фестивале латиноамериканского кино в Лиме, две премии Фестиваля молодого кино в Турине, премия «Независимое кино» на МКФ в Карловых Варах, две премии на МКФ в Вене, специальная премия жюри Ереванского МКФ Серебряный абрикос)
- 2006: Призрак/ Fantasma
- 2008: Ливерпуль/ Liverpool (Большая премия Астурии на МКФ в Хихоне)
- 2014:  Райская земля/ Jauja (Приз ФИПРЕССИ - особый взгляд на Каннском фестивале)

- «Тропическая болезнь»